# Evarcha hyllinella
Evarcha hyllinella är en spindelart som beskrevs av Embrik Strand 1913. Evarcha hyllinella ingår i släktet Evarcha och familjen hoppspindlar. Inga underarter finns listade i Catalogue of Life.